# فرودگاه همدان
فرودگاه بین‌المللی همدان فرودگاهی بین‌المللی است در ۵ کیلومتری شمال شهر همدان در کشور ایران قرار دارد. این فرودگاه با قدمتی بالغ بر هشتاد سال از فرودگاه‌های قدیمی ایران به‌شمار می‌آید. برج مراقبت این فرودگاه بلندترین برج مراقبت در بین فرودگاه‌های ایران است. این فرودگاه مجهز به سیستم‌های کمک ناوبری VOR/DME و NDB بوده و توانایی پشتیبانی پرواز در شب و هواپیماهای پهن پیکر را دارا است.
در سال ۲۰۱۶ میلادی ۲۸۴ نشست و برخاست هواپیما در این فرودگاه انجام شد و ۳۰٬۰۲۲ نفر مسافر و ۲۸۲٬۹۸۳ کیلوگرم بار از طریق آن جابجا شدند

## شرکت های هواپیمایی و مقاصد پروازی
| شرکت‌های هواپیمایی | مقصدهای پروازی        |
| ----------------- | --------------------- |
| هواپیمایی کاسپین  | مشهد                  |
| ایران ایر         | فصلی: نجف، مدینه، جده |